# Sternotomis amabilis
Sternotomis amabilis är en skalbaggsart som beskrevs av Hope 1843. Sternotomis amabilis ingår i släktet Sternotomis och familjen långhorningar.
Artens utbredningsområde är:
- Angola.
- Gabon.
- Ghana.

Inga underarter finns listade i Catalogue of Life.